# José Enrique Crousillat
José Enrique Crousillat (3 de dezembro de 1932) é um ator e produtor de televisão peruano.

## Filmografia
| Ano       | Telenovela                         | Emissora                |
| --------- | ---------------------------------- | ----------------------- |
| 1970-1971 | Esmeralda                          | Venevisión              |
| 1971      | Nino, las cosas simples de la vida | Panamericana Televisión |
| 1973      | Peregrina                          | Venevisión              |
| 1974-1975 | Una muchacha llamada Milagros      | Venevisión              |
| 1975      | La señorita Elena                  | Venevisión              |
| 1975      | Mama                               | Venevisión              |
| 1977      | Rafaela                            | Venevisión              |
| 1988-1989 | Angélica, mi vida                  | Telemundo               |
| 1989-1990 | El magnate                         | Telemundo               |
| 1991      | Cadena braga                       | Telemundo               |
| 1992-1993 | Marielena                          | Telemundo               |
| 1993-1994 | Guadalupe                          | Telemundo               |
| 1994-1995 | Morelia                            | Televisa                |
| 1997      | Leonela, muriendo de amor          | América Televisión      |
| 1998-1999 | Luz María                          | América Televisión      |
| 1998-1999 | Cosas del amor                     | América Televisión      |
| 1999-2000 | Isabella, mujer enamorada          | América Televisión      |
| 1999-2000 | María Emilia, querida              | América Televisión      |
| 2000-2001 | Pobre diabla                       | América Televisión      |
| 2000-2001 | Milagros                           | América Televisión      |
| 2001      | Soledad                            | América Televisión      |